# ハーム・リダクション

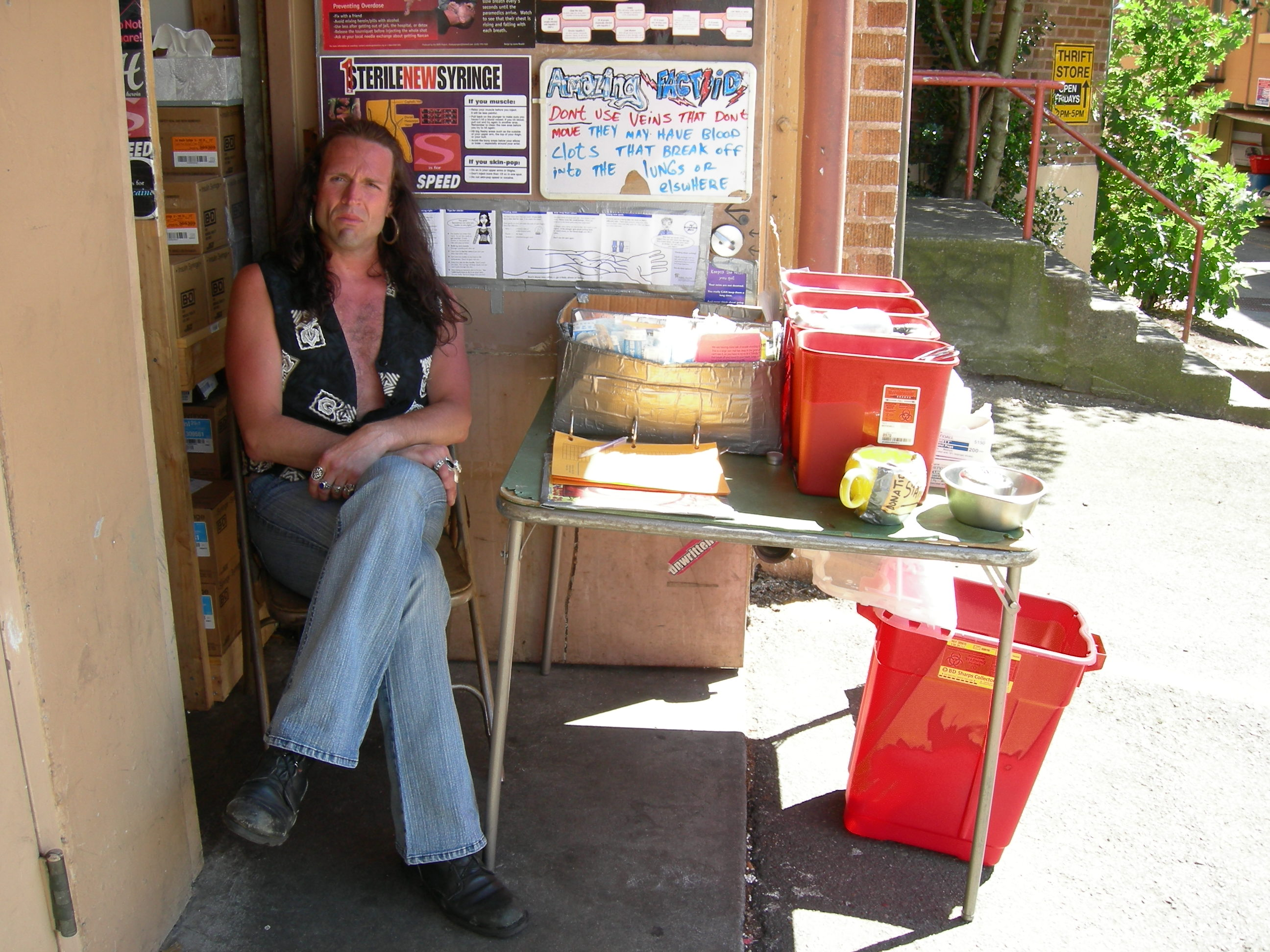
感染症防止のために薬物中毒者に注射器の針を無料で提供している

ハーム・リダクション（英語: harm reduction）とは、個人が健康被害や危険をもたらす行動習慣（合法・違法を問わない）をただちにやめることができないとき、その行動に伴う害や危険をできるかぎり少なくすることを目的としてとられる、公衆衛生上の実践、指針、政策を指す。主に嗜癖・依存症に対するものを指し、直訳すれば「害 (harm) の低減 (reduction) 」となる。
かつてはハーム・ミニマイゼーション（英語: harm minimization）とも呼ばれたこともあるが（直訳では「害の最小化」）、現在はほとんどその言葉は使われず、日本語でも「ハーム・リダクション」の語をそのまま外来語表現として用いることが多い。

## 薬物乱用・薬物依存
ハーム・リダクションは、医療・福祉の関係者からは上記のように捉えられることが多いものの、そもそもはオランダの薬物乱用者らが、自分たちの健康と安全を維持するために始めた活動に由来する。そしてそれをAIDSが流行した時代に、オランダの地方自治体や欧米各国の公衆衛生担当者が採り入れたことで公衆衛生施策として知られるようになったものである。
国際ハーム・リダクション協会が提唱するハームリダクションの定義は以下の通りである。
- 合法・違法にかかわらず、精神作用性のある薬物（広義ではアルコールやたばこも含まれる）について、必ずしもその使用量は減ることがなくとも、その使用により生じる健康・社会・経済上の悪影響を減少させることを主たる目的とする政策・プログラム実践[1]。
- ハームリダクションは、薬物使用者やその家族、そしてそのコミュニティに対して寛容さをもって問題を軽減する、現実直視の低減政策・プログラム[1]。

ただし、これは上記NGOが採用する定義であり、各国や各地域の政府によってこの用語の使用法には幅がある。国によっては薬物使用の予防や、薬物依存のリハビリテーションを意味する場合もある。
ハーム・リダクション・アプローチの中心的な観点は、公衆衛生と基本的人権への非常に強いコミットメントを基盤とする。尊厳はすべての人にあり、薬物依存者も人権と尊厳を失ってはいないため、ハーム・リダクションの実践の際には、薬物コントロールや予防対策の名のもとで、対象者の尊厳と基本的人権を意図的な社会的スティグマによって踏みにじることは許されないとされる。
薬物乱用および薬物依存へのハーム・リダクションは、静脈注射使用者に対する注射針交換プログラム、薬物使用救命キットの配布、薬物使用室の設置、薬物政策への介入等が挙げられる。この実践は、ヘロインや他の薬物使用における注射針の回し打ちや再利用を減らすことによって、HIVやC型肝炎などの感染症の拡大、薬物の過剰摂取による死亡を防ぐことを目的とする。注射針無料交換プログラムや、オピオイド置換療法は、プライマリヘルスケアの場において安価に提供可能なプログラムである。
ハーム・リダクション・プログラムが健康相談や生活相談の場を兼ねることも多く、薬物使用者がハーム・リダクション・サービスの利用を経て、断薬に向けた治療を開始することもある（ただしそれは本来の目的ではない）。メサドンや医療用ヘロインを用いた維持療法についてのアウトカム研究は、ハームリダクションプログラムの利用者は過剰摂取による事故がより少ないこと、救急医療の利用回数や医療費がコントロール群に比べ少なく、就業していることが多く、薬物目当ての軽犯罪にかかわることが少ないことなどを報告している。
日本においては、法律上の問題から上記の注射針交換プログラムなどの手法が困難であり、ヘロインよりも精神依存性が強い覚せい剤が最も蔓延しているなどの問題から、ハーム・リダクションの導入は困難が伴う。

## アルコール依存症
2010年5月21日、WHOは第63回総会において「アルコールの有害使用低減に関する世界戦略」を決議した。この総会決議により日本を含めた加盟国には、アルコール世界戦略の実施状況を3年後のWHO総会において報告する義務が課された。
アルコール依存症へのハームリダクションは、欧州で実施されている節酒への治療が挙げられる。アルコール依存症は意志の問題ではなく、コントロール障害（飲酒により社会的損失、身体損失があるのに飲酒がやめられない状態）にあるからこそ、医学的に依存症と診断される。欧州では「飲酒問題を起こさないようにする」「やめさせることよりも、治療につながり続けることが大切」「その人の健康を守ることを基本に接していくことが大切」という観点から、血液検査の肝臓の数値を指標にしたり、対象者が大量飲酒できなくなる環境を作るなどの「節酒」ハームリダクションが実施されている。
アルコール依存については、依然として医学的にも社会的にも大きな問題であり、日本においても2013年（平成25年）アルコール健康障害対策基本法が制定され、有害事象の低減や合併症としてのうつ病や自殺対策などについて議論されている。特に日本では伝統的に「酒の上のこと」としてアルコール依存に対し「寛容」である一方、個人の性格の問題や単なる「酒癖の悪さ」と捉えられ、薬物依存としての医療的・社会的な取り組みが遅れている。

またアルコール依存症は、本人の健康や社会生活のみならず、その家族にも深刻な影響を及ぼす。ドメスティック・バイオレンス (DV) や児童虐待などの家庭内暴力を惹き起こし、それに伴う離婚やひとり親家庭の貧困の原因ともなる。また親など監護者のアルコール依存により機能不全家族化した家庭で育った子供が、アダルトチルドレン (Adult children of alcoholic, ACoA) として成人後も長くトラウマに苦しむなどの問題が知られている。こうした多世代にわたる深刻な問題が、ハーム・リダクションのアプローチで解決するか否かについては未知数であり結論は出ていない。

## たばこ・ニコチン依存
2003年5月21日には、WHO第56回総会において「たばこの規制に関する世界保健機関枠組条約」が全会一致で採択された。この条約はたばこ消費の削減に向けて、広告・販売への規制や密輸対策を求める、公衆衛生分野として初の国際条約である。これはたばこのハーム・リダクションを促すための直接的な条約ではないものの、加盟国がこの条約を遵守するには、たばこのハーム・リダクション・アプローチが必要とされる。
たばこ摂取およびニコチン依存へのハーム・リダクションは、健康被害を低減させることを目的として、受動喫煙による健康被害の低減を目的とした禁煙政策も含まれる。喫煙者が禁煙への第一ステップとして、喫煙量の削減と同時にニコチン置換療法を使用するといった個別のアプローチ、できるだけ害の少ないニコチンを入手しやすくするアプローチ、包括的なニコチン規制によりニコチン送達製品すべてをその有害性に応じて規制するといった社会的レベルのアプローチに至るまで、数多くのさまざまなハームリダクションアプローチが提案されている。
たばこやニコチンを使用し続ける人々がいるであろうことが認識されており、その根底にはニコチン依存症が存在する一方で、たばこに含まれる他の有害物質（発がん性物質を含む）もまた健康被害を引き起こすことが知られている。健康被害のスペクトル上でさまざまなニコチン送達製品があるが、現在国際的に最も広く用いられる送達方法である紙巻きたばこは、最も危険なニコチンの送達方法の一つである。ニコチンガムやニコチンパッチを利用したニコチン置換療法は、それに比較して害の少ないものとされる。
喫煙を続ける成人が世界で10億人と推定される中、たばこのハームリダクションは、欧米の公衆衛生・規制当局などが喫煙開始の予防や禁煙促進を補完する政策として提唱している。これに対し、たばこの健康被害を肯定する科学的根拠がないこと、リスクを低減させる科学的に実証されたデータが乏しいことにより、日本では欧米と比べて、たばこの害に対するハーム・リダクションの導入については消極的であり、日本の公衆衛生・規制当局の判断は依然として厳しい。

フィリップモリスジャパンは自社製品の「IQOS」について、毒性試験や臨床試験を含め、喫煙関連疾患発症リスクの低減を実証する科学的研究とこれまでの結果を公表した。しかしこれは自社製品の宣伝普及活動ともみなされ、実際に「IQOS」の9割以上が日本で販売されていた。これに対し日本呼吸器学会や日本禁煙学会は、フィリップモリスや日本たばこ産業 (JT) などのたばこ会社が主張するような「電子たばこや加熱式たばこが従来の紙巻きたばこに比べて相対的に安全性が高い」という主張には科学的根拠がないとして反論している。
日本において禁煙外来に通院する患者のうち、禁煙を継続できているのは3割程度である。何度も喫煙を再開してしまうニコチン依存症の患者に対しては、日本の医学界ではあくまで禁煙を推奨すべきとの考えが強く、たばこのハームリダクションに対しては消極的立場である。日本の医学界では禁煙補助剤としてニコチンパッチやニコチンガム、内服薬を推奨しており、たばこ業界が推進するハーム・リダクションとしての電子たばこ製品・加熱式たばこ製品は推奨されていない。
日本では近年、日本アルコール・アディクション医学会によりアルコールやたばこに関するハーム・リダクションについての意見交換会が行われているが、その中に世界的なたばこ企業が参加していることが判明した。同学会の第51回学術総会では、フィリップモリスジャパン及びフィリップモリスインターナショナルの担当者が、たばこのハーム・リダクションについての取り組みを説明し、消費者に喫煙関連疾病リスクの低い選択肢としての製品を提供することにより考えられる社会への影響について意見交換を行った
。ハームリダクションの研究者の一人であるジョンズ・ホプキンス大学のジャック・E・ヘニングフィールドは、「電子たばこや加熱式たばこは、成人喫煙者の健康リスクを低減させ公衆衛生にも貢献しうる」「健康のためには禁煙することが一番だが、喫煙を続ける人がリスクの低いたばこ製品を代替品とすることは、ハームリダクションにおいて有用である」という見解を主張した。
日本の一般社団法人FAPRAでは、たばこのハーム・リダクションとして、使い捨て電子たばこの普及推進ボランティア活動を推進している。

## 批判
ハーム・リダクションに対する批判として、ハイリスク行動や違法行為について断罪せず認めることは、その目的が害の低減のための第一ステップであるにせよ、その行動や行為が「肯定的に認められている」という誤ったメッセージを送ることになるという意見がある。

## 参考資料
- 佐藤哲彦「薬物をめぐって世界をゆっくりと回る——薬物戦争とハーム・リダクションの間で」 - シノドス
- ハーム・リダクション研究会 - 石塚伸一（龍谷大学法学部教授）- ATA NET 多様化する嗜癖・嗜虐行動からの回復を支援するネットワーク